# 1862
1862 (MDCCCLXII) byl rok, který dle gregoriánského kalendáře započal středou.

## Události
České země
- 27. ledna – V Praze založena tělocvičná jednota Sokol. První valná hromada se konala 16. února
- 18. listopadu – Byla slavnostně otevřena budova Prozatímního divadla v Praze.

Bez udání data
- Provoz zahájilo Nádraží Praha-Smíchov
- Do Českých zemí byl pravděpodobně v tomto roce zavlečen Bolševník velkolepý.
- Byl postaven větrný mlýn v obci Lesná

Svět
- 30. ledna – na vodu spuštěna americká válečná paroloď USS Monitor
- 8. března – 9. březen: bitva na Hampton Roads, první námořní bitva mezi dvěma obrněnými loděmi. Konfederaci se nepodařilo prolomit námořní blokádu.
- 31. března – Victor Hugo vydal knihu Bídníci.
- 12. dubna – Během Americké občanské války v Georgii se odehrála tzv. Velká lokomotivní honička
- 5. května – V Bitvě u Puebly mezi Francii a Mexikem padlo 545 vojáků.
- 5. června – Mezi Francií a Vietnamem byly podepsány dvě Saigonské smlouvy.
- 23. září – Otto von Bismarck se stal pruským prvním ministrem.
- 23. října – Řecký král Ota I. byl sesazen z trůnu.
- 31. prosince – U mysu Hatteras na východním pobřeží USA se v bouři potopil USS Monitor.

### Věda, kultura
- 18. listopadu – V Praze bylo otevřeno Královské prozatímní divadlo slavnostním představením hrou Král Vukašín od Vítězslava Hálka.

### Probíhající události
- 1817–1864 – Kavkazská válka
- 1850–1864 – Povstání tchaj-pchingů
- 1861–1865 – Americká občanská válka
- 1861–1867 – Francouzská intervence v Mexiku

## Narození
Automatický abecedně řazený seznam viz Kategorie:Narození v roce 1862

### Česko

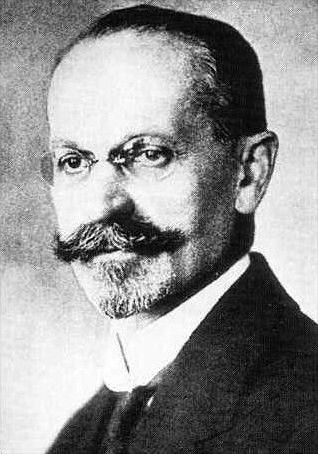
Podnikatel Emil Kolben (1862–1943)

- 1. ledna – Jindřich Vaníček, náčelník České obce sokolské († 2. června 1934)
- 3. ledna – Josef Pazourek, rektor Českého vysokého učení technického († 26. listopadu 1933)
- 4. ledna – Václav Weinzettl, architekt, ředitel průmyslové školy sochařské a kamenické v Hořicích († 24. dubna 1930)
- 19. ledna – Rudolf Králíček, generál československé armády († 4. ledna 1946)
- 23. ledna – Marie Pospíšilová, herečka († 26. května 1943)
- 24. ledna – Marie Steyskalová, organizátorka ženského sociálního a emancipačního hnutí († 12. října 1928)
- 27. ledna
  - Karl Hermann Wolf, rakouský a český novinář, publicista a politik († 11. června 1941)
  - Popelka Biliánová, spisovatelka († 7. března 1941)
- 1. února – Metoděj Janíček, kantor a hudební skladatel († 23. července 1940)
- 5. února
  - Břetislav Foustka, sociolog a filosof, profesor Univerzity Karlovy († 22. února 1947)
  - Karel Kilcher, bakteriolog († 11. března 1888)
- 8. února – Miloš Vojta, československý politik († 13. dubna 1935)
- 13. února – Karel Weis, skladatel a sběratel lidových písní († 4. dubna 1944)
- 17. února – Edvín Bayer, botanik († 17. března 1927)
- 21. února – Vincenc Ševčík, československý kněz a politik († 16. října 1921)
- 25. února – Bohumil Benoni, operní pěvec – barytonista († 10. února 1942)
- 6. března – Josef Luksch, sudetoněmecký statkář a politik († 26. listopadu 1936)
- 10. března – Rudolf Gudrich, zakladatel českého hasičstva ve Slezsku († 13. září 1937)
- 11. března – Josef Konstantin Beer, malíř, restaurátor a sběratel umění († 27. února 1933)
- 21. března – Ludvík Lošťák, básník, hudební skladatel a publicista († 17. října 1918)
- 23. března – Gabriela Preissová, spisovatelka a dramatička († 27. března 1946)
- 26. března – Josef Šimonek, československý politik († 18. dubna 1934)
- 31. března – Jindřich Matiegka, lékař a antropolog, rektor Univerzity Karlovy († 4. srpna 1941)
- 5. dubna – Vincenc Hlavinka, odborník v oboru vodárenství († 25. února 1934)
- 18. dubna – Pavel Julius Vychodil, katolický kněz, spisovatel a překladatel († 7. dubna 1938)
- 24. dubna – František Maloch, botanik a učitel († 13. ledna 1940)
- 26. dubna – Vladimír Makovický, československý podnikatel a politik († 15. února 1944)
- 7. května – Josef Kupka, katolický teolog, brněnský biskup († 20. června 1941)
- 10. května – Karel Bautzký, hudební skladatel († 3. března 1919)
- 11. května – Jan Jakubec, literární historik a kritik († 4. července 1936)
- 14. května – Josef Mojžíšek, hudebník († 8. května 1938)
- 27. května – Jaroslav Pospíšil, advokát, odborník na autorské právo († 16. ledna 1910)
- 1. června – Josef Teige, právník a historik († 6. března 1921)
- 24. června – Karel Baxa, primátor Prahy, předseda Ústavního soudu († 5. ledna 1938)
- 9. července – Bertold Bretholz, německočeský historik († 27. listopadu 1936)
- 12. července – Alois Soldát, kněz a profesor kanonického práva († 23. prosince 1952)
- 14. července – Jindřich Pavlíček, podnikatel a politik († 22. ledna 1935)
- 30. července – Božena Viková-Kunětická, politička, spisovatelka a dramatička († 18. března 1934)
- 7. srpna – Karel Dědic, československý politik († 1928)
- 21. srpna – Bohumil Zahradník-Brodský, prozaik († 26. listopadu 1939)
- 23. srpna – Jan Kotrč, šachista († 17. října 1943)
- 24. srpna – Václav Láska, geodet, astronom a matematik († 27. července 1943)
- 28. srpna – Metoděj Jan Zavoral, opat strahovského kláštera, politik († 26. června 1942)
- 2. září – Jan Sobotka, matematik († 10. května 1931)
- 15. září – Václav Březina, malíř († 9. září 1906)
- 21. září – Eduard Sochor, architekt († 6. června 1947)
- 30. září – František Mareš, pedagog († 11. září 1941)
- 4. října – František Mašek, československý politik († ?)
- 9. října – Stanislav Kubr, politik († 21. října 1908)
- 17. října – Emil Czech, akademický malíř († 7. července 1929)
- 24. října – Daniel Swarovski, umělecký sklář († 23. ledna 1956)
- 27. října – Hubert Gordon Schauer, spisovatel, literární kritik a publicista († 26. července 1892)
- 30. října – Karel Pavlík, malíř († 23. dubna 1890)
- 1. listopadu – Emil Kolben, zakladatel továrny Kolben a spol. († 3. července 1943)
- 7. listopadu – Cyril Horáček, československý ministr financí († 9. května 1943)
- 8. listopadu – Bohumil Vlček, sochař a řezbář († 16. prosince 1928)
- 13. listopadu – Oldřich Hemerka, folklorista, skladatel, dirigent a varhaník († 16. prosince 1946)
- 18. listopadu – Erdmann Spies, československý politik německé národnosti († 21. května 1938)
- 20. listopadu – Josef Theurer, fyzik a matematik († 7. září 1927)
- 21. listopadu – Josef Böhr, československý politik německé národnosti († 1944)
- 23. listopadu – Karel Plischke, etnograf († 20. února 1899)
- 26. listopadu – Ondřej Přikryl, lékař, básník, spisovatel a politik († 21. prosince 1936)
- 30. listopadu – Mořic Hruban, politik († 16. září 1945)
- 7. prosince – Čeněk Kramoliš, prozaik († 16. června 1949)
- 8. prosince – Vojtěch Rakous, český židovský spisovatel († 8. srpna 1935)
- 9. prosince – Karel Kovařovic, hudební skladatel († 6. prosince 1920)
- 15. prosince – Jan Minařík, malíř († 26. května 1937)
- ? – Otokar Walter st., sochař a štukatér († 1933)
- ? – František Čuhel, moravský a rakouský ekonom († 3. prosince 1914)

### Svět

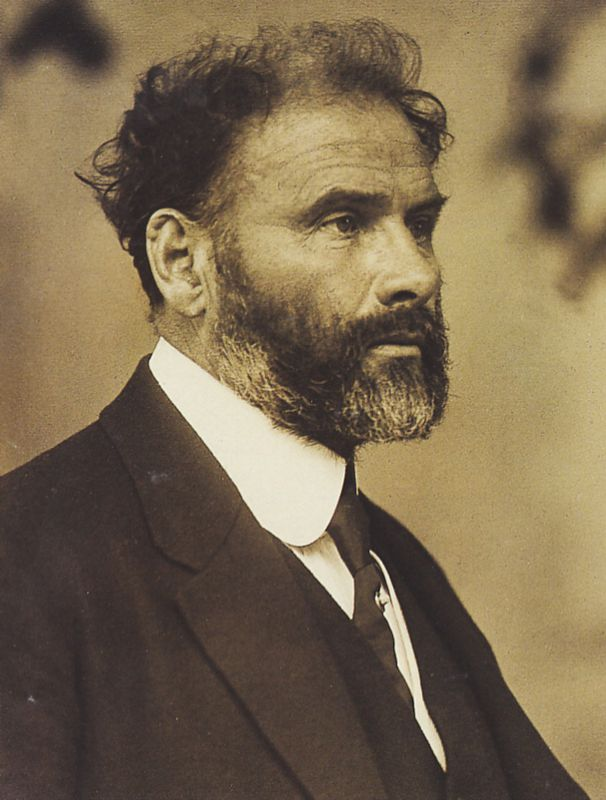
Rakouský malíř Gustav Klimt (1862–1918)

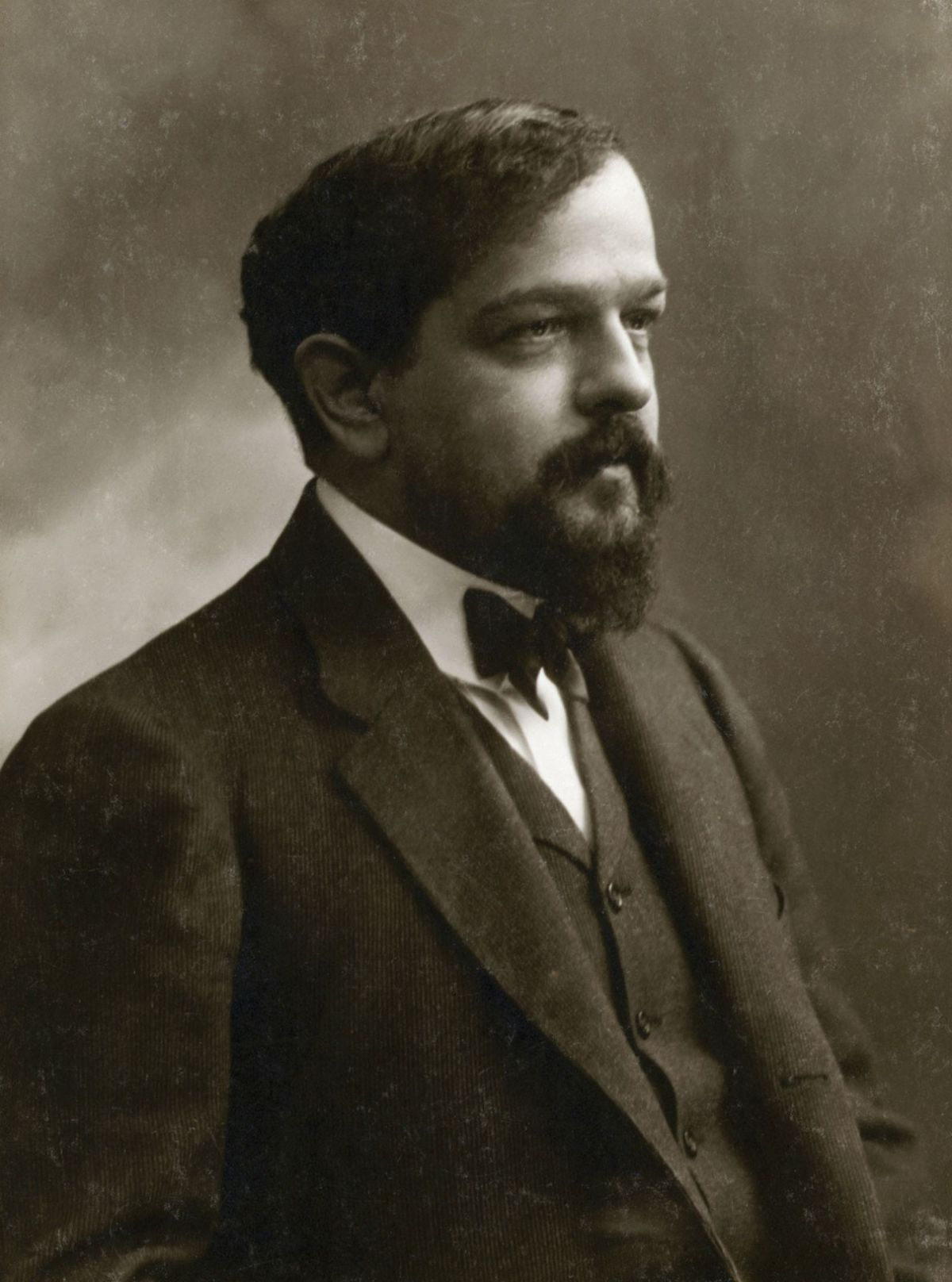
Francouzský skladatel Claude Debussy (1862–1918)

- 23. ledna – David Hilbert, německý matematik († 14. února 1943)
- 3. února – Ján Kvačala, slovenský komeniolog a církevní historik († 9. června 1934)
- 4. února
  - Hjalmar Hammarskjöld, premiér Švédska († 12. října 1953)
  - Édouard Estaunié, francouzský spisovatel († 2. dubna 1942)
- 8. února – Károly Ferenczy, maďarský malíř († 18. března 1917)
- 25. února – Stanisław Głąbiński, polský ministr zahraničních věcí († 14. srpna 1943)
- 5. března – Siegbert Tarrasch, německý šachový velmistr († 17. února 1934)
- 14. března – Vilhelm Bjerknes, norský fyzik a meteorolog († 9. dubna 1951)
- 17. března – Silvio Gesell, německý ekonomický teoretik († 11. března 1930)
- 23. března – Tor Hedberg, švédský spisovatel († 13. července 1931)
- 28. března – Aristide Briand, premiér Francie († 7. března 1932)
- 30. března – Victorin-Hippolyte Jasset, francouzský režisér, scenárista a výtvarník († 22. června 1913)
- 1. dubna
  - Frederick Delius, anglický hudební skladatel († 27. července 1934)
  - Hugo von Schauer, ministr spravedlnosti Předlitavska († 3. dubna 1920)
- 2. dubna – Nicholas Murray Butler, americký filosof a diplomat († 7. prosince 1947)
- 11. dubna
  - William Wallace Campbell, americký astronom († 14. června 1938)
  - Charles Evans Hughes, předseda Nejvyššího soudu USA († 27. srpna 1948)
- 14. dubna – Pjotr Stolypin, ministerský předseda Ruska († 18. září 1911)
- 25. dubna – Adolf Miethe, německý vynálezce v oblasti fotografické techniky († 5. května 1927)
- 29. dubna – Joseph Altsheler, americký spisovatel († 5. června 1919)
- 1. května – Janko Veselinović, srbský učitel, dramaturg a spisovatel († 14. července 1905)
- 5. května – Max Elskamp, belgický spisovatel († 10. prosince 1931)
- 15. května – Arthur Schnitzler, rakouský prozaik, dramatik a lékař († 21. října 1931)
- 23. května – Hermann Gunkel, německý luteránský teolog († 11. března 1932)
- 28. května – Theodor Fischer, bavorský architekt († 25. prosince 1938)
- 5. června
  - Allvar Gullstrand, švédský oftalmolog, nositel Nobelovy ceny († 28. července 1930)
  - Ernst Seidler von Feuchtenegg, předseda vlád Předlitavska († 23. ledna 1931)
- 6. června – Pavel Socháň, slovenský malíř, fotograf, etnograf, dramatik († 23. ledna 1941)
- 7. června – Philipp Lenard, německý fyzik, nositel Nobelovy ceny († 20. května 1947)
- 12. června – Alexander Spitzmüller, ministr financí Rakouska-Uherska († 5. září 1953)
- 29. června – Münire Sultan, osmanská princezna, dcera sultána Abdülmecida I. (* 9. prosince 1844)
- 2. července – William Henry Bragg, britský fyzik († 10. března 1942)
- 4. července – Joseph Adamowski, americko-polský violoncellista († 8. května 1930)
- 6. července – Auguste Prosper Daguillon, francouzský botanik († 17. července 1908)
- 14. července – Gustav Klimt, rakouský malíř († 6. února 1918)
- 22. července – Cosmo Duff-Gordon, pátý baronet z Halkinu († 20. dubna 1931)
- 27. července – Franz Albert Seyn, ruský generál a politik († 1918)
- 30. července – Nikolaj Judenič, ruský carský generál († 5. října 1933)
- 31. července – Alan Rotherham, anglický ragbista († 30. srpna 1898)
- 1. srpna – Montague Rhodes James, anglický povídkář, paleograf a mediavelista († 12. června 1936)
- 5. srpna – Joseph Merrick, sloní muž († 11. dubna 1890)
- 7. srpna
  - Jakob Bosshart, švýcarský spisovatel († 18. února 1924)
  - Rudolf Eickemeyer, americký fotograf († 25. dubna 1932)
  - Viktorie Bádenská, švédská královna († 4. dubna 1930)
- 10. srpna – Saliha Sultan, osmanská princezna a dcera sultána Abdulazize († 1941)
- 12. srpna – Elisabeth Otilie Ehlen, německá malířka († 20. ledna 1943)
- 19. srpna – Maurice Barrès, francouzský spisovatel, novinář a politik († 4. prosince 1923)
- 21. srpna – Emilio Salgari, italský spisovatel († 25. dubna 1911)
- 22. srpna – Claude Debussy, francouzský skladatel († 25. března 1918)
- 25. srpna
  - Sergej Nilus, ruský spisovatel náboženských textů, mystik († 14. ledna 1929)
  - Karl Heinold, ministr vnitra Předlitavska († 29. prosince 1943)
- 26. srpna – Theodor Siebs, německý germanista a fonetik († 28. května 1941)
- 29. srpna – Maurice Maeterlinck, belgický dramatik a básník († 6. května 1949)
- 1. září
  - Adolphe Appia, švýcarský architekt, interiérový designér († 29. února 1928)
  - Emil von Homann, ministr veřejných prací Předlitavska († 9. února 1945)
- 2. září – Stanislovas Narutavičius, litevský právník a politik († 31. prosince 1932)
- 11. září
  - O. Henry, americký spisovatel († 5. června 1910)
  - Julian Byng, 1. vikomt Byng, britský polní maršál († 6. června 1935)
- 14. září – Eugen Ehrlich, rakouský právník, zakladatel sociologie práva († 2. května 1922)
- 27. září – Louis Botha, búrský generál a politik († 27. srpna 1919)
- 13. října
  - Mary Kingsley, anglická spisovatelka a badatelka († 3. června 1900)
  - John Rogers Commons, americký ekonom († 11. května 1945)
- 14. října – Alexandr Gučkov, ministr války v ruské prozatímní vládě († 14. února 1936)
- 19. října – Auguste Lumiere, jeden z prvních filmových tvůrců († 10. dubna 1954)
- 8. listopadu – Signe Hornborgová, finská architektka († 6. prosince 1916)
- 10. listopadu – Adolf Wallenberg, německý internista a neurolog († 10. dubna 1949)
- 15. listopadu – Gerhart Hauptmann, německý dramatik, nositel Nobelovy ceny za literaturu († 6. června 1946)
- 17. listopadu – Vladimir Burcev, ruský revoluční aktivista a spisovatel († 21. srpna 1942)
- 20. listopadu
  - Georges Palante, francouzský filosof a sociolog († 5. srpna 1925)
  - Edvard Westermarck, finský filosof, antropolog a sociolog († 3. září 1939)
- 30. listopadu – Karl Emil Ståhlberg, finský fotograf a filmový producent († 27. června 1919)
- 7. prosince – Paul Adam, francouzský spisovatel a publicista († 2. ledna 1920)
- 8. prosince – Georges Feydeau, francouzský dramatik († 5. června 1921)
- 12. prosince – Joseph Bruce Ismay, rejdař, prezident White Star Line († 17. října 1937)
- 28. prosince – Morris Rosenfeld, židovský básník († 22. července 1923)
- ? – James Duff Brown, britský knihovník († 1914)
- ? – Bajram Curri, albánský nacionalista († 29. března 1925)
- ? – Vasilij Nikolajevič Devjatnin, ruský esperantista († 1938)
- ? – Lájos Franciscy, československý politik maďarské národnosti († 4. dubna 1933)
- ? – Marcelle Lenderová, francouzská zpěvačka a tanečnice († 27. září 1926)
- ? – Niko Pirosmani, gruzínský malíř († 5. května 1918)
- ? – Charles Causse, francouzský spisovatel romantických a dobrodružných románů († 1904)
- ? – Ibrahim Hakki Paša, osmanský velkovezír († 29. července 1918)

## Úmrtí
Automatický abecedně řazený seznam viz Kategorie:Úmrtí v roce 1862

### Česko
- 21. ledna

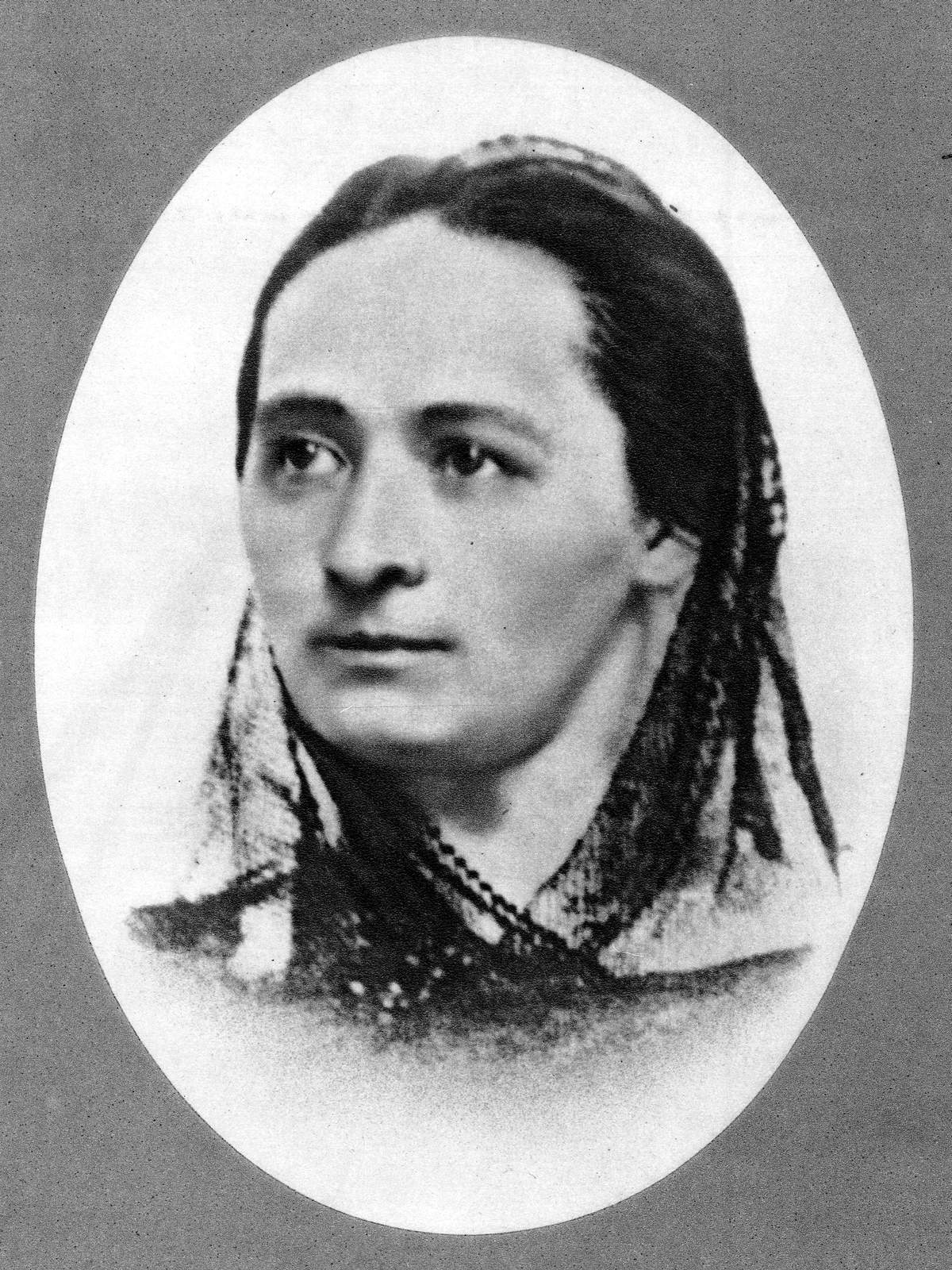
Spisovatelka Božena Němcová (1820–1862)

  - Božena Němcová, spisovatelka (* 4. února 1820)
  - Josef Pfeifer, duchovní a národní buditel (* 9. února 1798)
- 26. ledna – Josef Kamil Alois Böhm, sochař (* 14. prosince 1828)
- 7. února – František Škroup, český hudebník, dirigent a skladatel (* 3. června 1801)
- 6. března – František Šebek, architekt, stavitel a politik (* 15. ledna 1814)
- 21. března – Alfred Windischgrätz, rakouský polní maršál a český šlechtic (* 11. května 1787)
- 31. března – Jakob Ginzel, malíř (* 14. července 1792)
- 8. května – Aleš Balcárek, moravský básník (* 21. února 1840)
- 30. června – Julius Feifalik, literární historik (* 15. února 1833)
- 27. července – Josef Ugarte, poslanec Říšské rady a Moravského zemského sněmu (* 26. října 1804)
- 22. září – Ferdinand Břetislav Mikovec, dramatik a básník (* 23. prosince 1826)
- 7. října – Josef Malý, kněz a teolog (* 1802)

### Svět
- 10. ledna – Samuel Colt, americký vynálezce, zakladatel firmy Colt Manufacturing Company vyrábějící bubínkové revolvery (* 1814)
- 18. ledna – John Tyler, americký prezident (* 29. března)
- 3. února – Jean-Baptiste Biot, francouzský fyzik, astronom a matematik (* 21. dubna 1774)
- 22. února – Franz von Pillersdorf, rakouský státník (* 1. března 1786)
- 27. února – Gabriel Possenti, italský passionista, student bohosloví a velký ctitel Panny Marie (* 1. března 1838)
- 16. března – Josef Christian Zedlitz, slezský a rakouský diplomat a politik, německy píšící básník a dramatik (* 28. února 1790)
- 17. března – Jacques Fromental Halévy, francouzský skladatel (* 27. května 1799)
- 19. března – Friedrich Wilhelm Schadow, německý romantický malíř (* 17. září 1789)
- 30. března – Pavao Štoos, chorvatský básník (* 10. prosince 1806)
- 1. dubna – Anton von Gapp, rakouský profesor práv (* 24. března 1778)
- 3. dubna – James Clark Ross, britský námořník a objevitel (* 15. dubna 1800)
- 17. května – Auguste Léopold Protet, francouzský kontradmirál (* 20. dubna 1808)
- 25. května – Johann Nepomuk Nestroy, rakouský dramatik a herec (* 7. prosince 1801)
- 29. května – Henry Thomas Buckle, anglický historik, sociolog a šachista (* 24. listopadu 1821)
- 7. června – James J. Andrews, hrdina americké občanské války (* 1829)
- 8. června – Hermenegild von Francesconi, italský železniční inženýr (* 9. října 1795)
- 24. června – Martin Van Buren, americký prezident (* 5. prosince 1782)
- 15. července – Alois Löcherer, německý fotograf (* 14. srpna 1815)
- 10. srpna – Honinbó Šúsaku, japonský goista zlaté éry go (* 6. června 1829)
- 13. srpna – Svatý Benild, salesiánský řeholník, katolický světec (* 13. června 1805)
- 8. září – Ignacio Zaragoza, mexický politik a vojevůdce (* 25. března 1829)
- 16. září – Boniface de Castellane, francouzský generál (* 26. března 1788)
- 19. září – Dorothea von Biron, poslední kuronská princezna (* 21. srpna 1793)
- 24. září – Anton Martin Slomšek, slovinský biskup a spisovatel (* 26. listopadu 1800)
- 26. října – Marie Luisa Meklenbursko-Zvěřínská, sasko-altenburská vévodkyně (* 31. března 1803)
- 7. listopadu – Bahádur Šáh II., mughalský císař, indický národní hrdina (* 24. října 1775)
- 29. prosince – François-Nicolas-Madeleine Morlot, francouzský kardinál (* 28. prosince 1795)

## Hlavy států
- Francie – Napoleon III. (1852–1870)
- Itálie – Viktor Emanuel II. (1861–1878)
- Osmanská říše – Abdulaziz (1861–1876)
- Prusko – Vilém I. (1861–1888)
- Rakouské císařství – František Josef I. (1848–1916)
- Rusko – Alexandr II. (1855–1881)
- Spojené království – Viktorie (1837–1901)
- Španělsko – Isabela II. (1833–1868)
- Švédsko – Karel XV. (1859–1872)
- USA – Abraham Lincoln (1861–1865)
- Papež – Pius IX. (1846–1878)
- Japonsko – Kómei (1846–1867)